# Vireo leucophrys
Vireo leucophrys là một loài chim trong họ Vireonidae.